# Болашак (стипендия)

Логотип

Болаша́к (от каз. болашақ — будущее) — международная образовательная стипендия Президента Республики Казахстан.
Цель программы — подготовка, переподготовка и повышении квалификации кадров и специалистов для приоритетных секторов экономики страны.
Программа включает в себя как получение научной степени высших учебных заведений, так и научные и производственные стажировки в ведущих компаниях и университетах мира.
Официальный сайт — bolashak.gov.kz/.

## История
Международная стипендия «Болашақ» учреждена 5 ноября 1993 года Постановлением Президента Республики Казахстан Нурсултана Назарбаева . На заре независимости Республики Казахстан требовались высококвалифицированные кадры, которым предстояло проводить дальнейшие реформы. Впервые в истории государств постсоветского пространства талантливой молодежи была предоставлена возможность получать образование за рубежом.
Постановлением Кабинета Министров Республики Казахстан от 13 декабря 1993 года № 1245 учреждена Республиканская комиссия по подготовке кадров за рубежом.
В 1994 году группа казахстанских студентов впервые была направлена на обучение в зарубежные вузы.
Первые годы реализации программы стипендиаты обучались только в четырёх странах (США, Великобритания, Германия и Франция). В последующем география стран обучения расширялась в связи с развитием сотрудничества с зарубежными вузами, а также с внесением дополнений в Правила отбора претендентов, согласно которым кандидаты отбирались из числа претендентов, самостоятельно обучающихся за рубежом.
С 2000 года претенденты с инженерными техническим образованием получили право принимать участие в конкурсе без учёта требования о свободном владении одним из иностранных языков.
В 2005 году Глава государства в своем Послании объявил о необходимости ежегодного предоставления трём тысячам молодых и талантливых казахстанцев возможности обучения в ведущих учебных заведениях мира.
Для реализации поставленных задач Постановлением Правительства Республики Казахстан № 301 от 4 апреля 2005 года было учреждено Акционерное Общество «Центр международных программ».
Начиная с 2008 года научным и педагогическим работникам предоставляется возможность прохождения научных стажировок, а также введены квоты для сельской молодёжи, государственных служащих, научных и педагогических работников.
В целях повышения качества образования, получаемого в рамках программы, проводится сокращение Списка ведущих зарубежных высших учебных заведений, научных центров и лабораторий, рекомендуемых для обучения и прохождения научной стажировки.
С 2011 года прекращено обучение по программе бакалавриат. Внедрён программно-целевой механизм (заключение трёхсторонних договоров между работодателем, стипендиатом и АО «Центр международных программ»).
С 1993 по 2023 гг. Международная стипендия «Болашақ» была присуждена 12897 казахстанцам для обучения в 200 лучших вузах 33 стран мира.
В 2001 году болашаковцами создана Ассоциация стипендиатов Международной стипендии Президента РК «Болашак» (Ассоциация «Болашак»)
29 ноября 2013 года в городе Астана прошёл юбилейный Форум стипендиатов программы «Болашақ» .
В своем Послании от 1 сентября 2020 г. Глава государства К. Токаев поручил Правительству Республики Казахстан обеспечить стажировку в ведущих научных центрах мира 500 ученых ежегодно. Так с 2021 г. реализуется программа научных стажировок «500 учёных», администратором программы стал АО «Центр международных программ».
Во время выступления на совместном заседании Палат Парламента 11 января 2022 г. Глава государства К. Токаев поручил переориентировать программу «Болашак»: сделать уклон на подготовку инженерно-технических кадров.
30 ноября 2023 года состоялся Форум «BOLASHAK: Strategic Partnership and Cooperation» в честь 30-летия международной программы «Болашак». В форуме приняли участие послы 19 стран (США, Великобритании, Европейского союза и др.), руководители свыше 50 зарубежных университетов.
8 декабря 2023 года в г. Астане состоялся торжественный форум, приуроченный к 30-летию международной стипендии «Болашак».

## Процедура получения стипендии
Участником программы может стать любой гражданин Республики Казахстан, претендующий на: получение степени магистра, доктора философии (PhD), доктора по профилю, обучение в резидентуре и прохождение стажировок (только специалисты с опытом работы и по заявке работодателя).
Таким образом у участника на руках уже должен быть диплом бакалавриата полученный в Казахстане.
Для получения стипендии необходимо пройти конкурсный отбор и соответствовать установленным требованиям.
Основные требования к претендентам:
- наличие безусловного приглашения из зарубежного вуза, включённого в список рекомендуемых вузов;
- наличие действительного официального сертификата о сдаче экзамена по КАЗТЕСТ с результатом не менее уровня В1:
- знание иностранного языка, соответствующее установленным минимальным требованиям[6].

Конкурсный отбор состоит из трёх туров.
Первый тур
В первом туре проводится комплексное тестирование по определению уровня интеллектуальных способностей, личностно-деловых компетенций, психологической готовности к обучению за рубежом.
Второй тур
Второй тур проводится путём организации прохождения претендентами анонимного персонального собеседования с членами независимой экспертной комиссии, где определяются уровень профессиональной подготовки претендента, теоретических знаний и наличие профессиональных компетенций в выбранной области специализации.
Третий тур
Республиканская комиссия по подготовке кадров за рубежом на основании рекомендаций независимой экспертной комиссии принимает окончательное решение о присуждении либо отказе в присуждении стипендии «Болашак».
После присуждения стипендии необходимо заключить договор на обучение/договор о прохождении стажировки. Для заключения договора необходимо предоставить в залог недвижимость, которая по стоимости должна покрывать стоимость обучения. Если стоимость недвижимости недостаточна, то в залог принимается все необремененное недвижимое имущество, принадлежащее на праве собственности Стипендиату, членам его семьи (родителям, супругу, детям), а также третьим лицам. Недвижимость ставится на обременение, которая снимается, когда Стипендиат исполнит все свои договорные обязательства (предоставляется отсрочка по уважительным причинам. В случае отказа, недвижимость продаётся для покрытия затраченных государством средств.

## Председатели Правления[9]
- сентябрь 2013 года — сентябрь 2016 года — Гани Ныгыметов;
- сентябрь 2016 года — июль 2019 года — Жанболат Мелдешов;
- сентябрь 2019 года — январь 2022 года — Айнур Карбозова;
- январь 2022 года — февраль 2023 года — Ануар Жангозин;
- февраль 2023 года — ноябрь 2023 года — Олжас Сакенов;
- ноябрь 2023 года — ноябрь 2024 года  — Алия Оспанова;
- ноябрь 2024 года — по настоящее время - Адиль Кусманов.

## Республиканская комиссия по подготовке кадров за рубежом
Республиканская комиссия по подготовке кадров за рубежом (далее — Республиканская комиссия) является консультативно-совещательным органом при Президенте Республики Казахстан и создаётся в целях реализации мероприятий по вопросам международной стипендии Президента Республики Казахстан «Болашак».
Состав республиканской комиссии утверждается Президентом Республики Казахстан. Возглавляет республиканскую комиссию Государственный секретарь Республики Казахстан. Заместителем председателя Республиканской комиссии является Министр науки и высшего образования Республики Казахстан, секретарём — вице-министр науки и высшего образования Республики Казахстан.
Рабочим органом Республиканской комиссии является Министерство науки и высшего образования Республики Казахстан.

### Задачи Республиканской комиссии
- выработка предложений по определению общей стратегии подготовки кадров за рубежом;
- принятие решения о присуждении международной стипендии «Болашак», о лишении, принятии отказа от международной стипендии «Болашак» в соответствии с правилами отбора претендентов для присуждения международной стипендии «Болашак», а также решения о предоставлении отсрочки для осуществления трудовой деятельности по специальности, полученной в рамках международной стипендии «Болашак», на территории Республики Казахстан;
- ежегодное утверждение перечня приоритетных специальностей для присуждения международной стипендии «Болашак»;
- ежегодное установление предельного количества международной стипендии «Болашак» для категорий лиц, определяемых правилами отбора;
- обеспечение координации вопросов трудоустройства выпускников программы «Болашак»;
- осуществление иных функций, необходимых для основной деятельности, не противоречащих законодательству Республики Казахстан.

### Состав Республиканской комиссии
- Государственный секретарь Республики Казахстан — председатель
- Министр науки и высшего образования — заместитель председателя
- вице-министр науки и высшего образования Республики Казахстан — секретарь
- заместитель Руководителя Администрации Президента Республики Казахстан
- председатель Агентства Республики Казахстан по противодействию коррупции
- председатель Агентства по защите и развитию конкуренции Республики Казахстан
- председатель Агентства по стратегическому планированию и реформам Республики Казахстан
- председатель Агентства Республики Казахстан по делам государственной службы
- председатель Агентства Республики Казахстан по регулированию и развитию финансового рынка
- Министр иностранных дел Республики Казахстан
- Министр просвещения Республики Казахстан
- Министр юстиции Республики Казахстан
- Министр труда и социальной защиты населения Республики Казахстан
- Министр транспорта Республики Казахстан
- Министр финансов Республики Казахстан
- Министр туризма и спорта Республики Казахстан
- Министр цифрового развития, инноваций и аэрокосмической промышленности Республики Казахстан
- Министр экологии и природных ресурсов Республики Казахстан
- Министр сельского хозяйства Республики Казахстан
- Министр энергетики Республики Казахстан
- Министр торговли и интеграции Республики Казахстан
- Министр промышленности и строительства Республики Казахстан
- Министр водных ресурсов и ирригации Республики Казахстан
- Министр здравоохранения Республики Казахстан
- Министр по инвестициям и развитию Республики Казахстан
- Министр культуры и информации Республики Казахстан
- Министр национальной экономики Республики Казахстан
- председатель Комитета по социально-культурному развитию и науке Сената Республики Казахстан
- председатель Комитета по социально-культурному развитию Мажилиса Парламента Республики Казахстан
- заведующий Отделом внутренней политики Администрации Президента Республики Казахстан
- заведующий Отделом государственной службы Администрации Президента Республики Казахстан
- заведующий Отделом социального развития Аппарата Правительства Республики Казахстан

## Факты о программе
- За 30 лет существования программы подготовлено свыше 12 тысяч специалистов.
- Существует три льготных категории для получения стипендии «Болашак»: претенденты из сельской местности, инженерно-технические работники, медицинские работники. В рамках льготных категории предусмотрены: языковые курсы, претендентам не обязательно самостоятельно поступать в зарубежный вуз, после присуждения стипендии стипендиаты выбирают вуз из списка университетов, рекомендуемых для обучения.
- Трудовая отработка в городах республиканского значения (Астана, Алматы, Шымкент) — 5 лет, в областных центрах, областях, районах, в сельской местности — 3 года.
- Кроме программ по магистратуре, докторантуры, предусмотрены краткосрочные стажировки (от 1 до 12 месяцев) в зарубежных организациях и университетах.
- АО «Центр международных программ» (администратор программы) взаимодействует с более чем 280 работодателями.
- АО «Центр международных программ» также является администратором межправительственных грантов: в Венгрию по «Stipendium Hungaricum», в Китайскую Народную Республику, Словацкую Республику, Азербайджан, Польшу, Таджикистан, Кыргызстан, Вьетнам.
- 74 % болашаковцев изъявляют желание работать в госорганах[11].

## Список вузов
Ведущие зарубежные высшие учебные заведения для академического обучения по всем специальностям на 2023 год. 236 вузов в 27 странах мира.
| Название                                                            | страна                                                                                   | Название на английском                                  |
| ------------------------------------------------------------------- | ---------------------------------------------------------------------------------------- | ------------------------------------------------------- |
| Австралийский национальный университет                              | Австралия                                                                                | Australian National University                          |
| Университет Кертин                                                  | Австралия                                                                                | Curtin University                                       |
| Университет Дикина                                                  | Австралия                                                                                | Deakin University                                       |
| Университет Маккуори                                                | Австралия                                                                                | Macquarie University                                    |
| Университет Монаша                                                  | Австралия                                                                                | Monash University                                       |
| Квинслендский технологический университет                           | Австралия                                                                                | Queensland University of Technology                     |
| Университет Аделаиды                                                | Австралия                                                                                | University of Adelaide                                  |
| Университет Мельбурна                                               | Австралия                                                                                | University of Melbourne                                 |
| Университет Нового Южного Уэльса                                    | Австралия                                                                                | University of New South Wales                           |
| Университет Квинсленда                                              | Австралия                                                                                | University of Queensland                                |
| Университет Сиднея                                                  | Австралия                                                                                | University of Sydney                                    |
| Технологический университет Сиднея                                  | Австралия                                                                                | University of Technology Sydney                         |
| Университет Западной Австралии                                      | Австралия                                                                                | University of Western Australia                         |
| Университет Вуллонгонг                                              | Австралия                                                                                | University of Wollongong                                |
| Инсбрукский университет им. Леопольда и Франца                      | Австрия                                                                                  | University of Innsbruck                                 |
| Венский университет                                                 | Австрия                                                                                  | University of Vienna                                    |
| Гентский университет                                                | Бельгия                                                                                  | Ghent University                                        |
| Лёвенский католический университет                                  | Бельгия                                                                                  | KU Leuven                                               |
| Брюссельский свободный университет                                  | Бельгия                                                                                  | Universite libre de Bruxelles                           |
| Антверпенский университет                                           | Бельгия                                                                                  | University of Antwerp                                   |
| Университет Кардифф                                                 | Великобритания                                                                           | Cardiff University                                      |
| Университет Дарема                                                  | Великобритания                                                                           | Durham University                                       |
| Имперский колледж Лондона                                           | Великобритания                                                                           | Imperial College London                                 |
| Королевский колледж Лондона                                         | Великобритания                                                                           | King’s College London                                   |
| Университет Ланкастер                                               | Великобритания                                                                           | Lancaster University                                    |
| Лондонская школа экономики и политических наук                      | Великобритания                                                                           | London School of Economics and Political Science        |
| Ньюкаслский университет                                             | Великобритания                                                                           | Newcastle University                                    |
| Лондонский университет королевы Марии                               | Великобритания                                                                           | Queen Mary University of London                         |
| Университетский колледж Лондона                                     | Великобритания                                                                           | University College London                               |
| Абердинский университет                                             | Великобритания                                                                           | University of Aberdeen                                  |
| Университет Бата                                                    | Великобритания                                                                           | University of Bath                                      |
| Бирмингемский университет                                           | Великобритания                                                                           | University of Birmingham                                |
| Бристольский университет                                            | Великобритания                                                                           | University of Bristol                                   |
| Кембриджский университет                                            | Великобритания                                                                           | University of Cambridge                                 |
| Университет Восточной Англии                                        | Великобритания                                                                           | University of East Anglia                               |
| Эдинбургский университет                                            | Великобритания                                                                           | University of Edinburgh                                 |
| Эксетерский университет                                             | Великобритания                                                                           | University of Exeter                                    |
| Университет Глазго                                                  | Великобритания                                                                           | University of Glasgow                                   |
| Лидсский университет                                                | Великобритания                                                                           | University of Leeds                                     |
| Ливерпульский университет                                           | Великобритания                                                                           | University of Liverpool                                 |
| Манчестерский университет                                           | Великобритания                                                                           | University of Manchester                                |
| Ноттингемский университет                                           | Великобритания                                                                           | University of Nottingham                                |
| Оксфордский университет                                             | Великобритания                                                                           | University of Oxford                                    |
| Редингский университет                                              | Великобритания                                                                           | University of Reading                                   |
| Университет Шеффилда                                                | Великобритания                                                                           | University of Sheffield                                 |
| Саутгемптонский университет                                         | Великобритания                                                                           | University of Southampton                               |
| Университет Сассекс                                                 | Великобритания                                                                           | University of Sussex                                    |
| Уорикский университет                                               | Великобритания                                                                           | University of Warwick                                   |
| Йоркский университет                                                | Великобритания                                                                           | University of York                                      |
| Франкфуртский университет им. Иоганна Вольфганга Гёте               | Германия                                                                                 | Goethe University Frankfurt                             |
| Гейдельбергский университет                                         | Германия                                                                                 | Heidelberg University                                   |
| Технологический институт Карлсруэ                                   | Германия                                                                                 | Karlsruhe Institute of Technology                       |
| Мюнхенский университет имени Людвига и Максимилиана                 | Германия                                                                                 | Ludwig-Maximilians-Universität München                  |
| Рейнско-Вестфальский технический университет Ахена                  | Германия                                                                                 | RWTH Aachen University                                  |
| Берлинский технический университет                                  | Германия                                                                                 | Technical University of Berlin                          |
| Мюнхенский технический университет                                  | Германия                                                                                 | Technical University of Munich                          |
| Боннский университет                                                | Германия                                                                                 | University of Bonn                                      |
| Кёльнский университет                                               | Германия                                                                                 | University of Cologne                                   |
| Университет Эрлангена — Нюрнберга                                   | Германия                                                                                 | University of Erlangen-Nuremberg                        |
| Фрайбургский университет                                            | Германия                                                                                 | University of Freiburg                                  |
| Гёттингенский университет имени Георга-Августа                      | Германия                                                                                 | University of Göttingen                                 |
| Тюбингенский университет                                            | Германия                                                                                 | University of Tübingen                                  |
| Вюрцбургский университет имени Юлиуса и Максимилиана                | Германия                                                                                 | University of Wuerzburg                                 |
| Орхусский университет                                               | Дания                                                                                    | Aarhus University                                       |
| Датский технический университет                                     | Дания                                                                                    | Technical University of Denmark                         |
| Копенгагенский университет                                          | Дания                                                                                    | University of Copenhagen                                |
| Еврейский университет в Иерусалиме                                  | Израиль                                                                                  | Hebrew University of Jerusalem                          |
| Тель-Авивский университет                                           | Израиль                                                                                  | Tel Aviv University                                     |
| Университетский колледж Дублина                                     | Ирландия                                                                                 | University College Dublin                               |
| Автономный университет Барселоны                                    | Испания                                                                                  | Autonomous University of Barcelona                      |
| Мадридский университет Комплутенсе                                  | Испания                                                                                  | Complutense University of Madrid                        |
| Университет Наварры                                                 | Испания                                                                                  | University of Navarra                                   |
| Римский университет Сапиенца                                        | Италия                                                                                   | Sapienza University of Rome                             |
| Университет Далхаузи                                                | Канада                                                                                   | Dalhousie University                                    |
| Университет Макгилла                                                | Канада                                                                                   | McGill University                                       |
| Университет Макмастера                                              | Канада                                                                                   | McMaster University                                     |
| Университет Альберты                                                | Канада                                                                                   | University of Alberta                                   |
| Университет Британской Колумбии                                     | Канада                                                                                   | University of British Columbia                          |
| Университет Калгари                                                 | Канада                                                                                   | University of Calgary                                   |
| Университет Оттавы                                                  | Канада                                                                                   | University of Ottawa                                    |
| Университет Торонто                                                 | Канада                                                                                   | University of Toronto                                   |
| Университет Ватерлоо                                                | Канада                                                                                   | University of Waterloo                                  |
| Пекинский педагогический университет                                | Китай                                                                                    | Beijing Normal University                               |
| Университет Фудань                                                  | Китай                                                                                    | Fudan University                                        |
| Харбинский политехнический университет                              | Китай                                                                                    | Harbin Institute of Technology                          |
| Нанкинский университет                                              | Китай                                                                                    | Nanjing University                                      |
| Пекинский университет                                               | Китай                                                                                    | Peking University                                       |
| Шанхайский университет транспорта                                   | Китай                                                                                    | Shanghai Jiao Tong University                           |
| Университет Сунь Ятсена                                             | Китай                                                                                    | Sun Yat-sen University                                  |
| Университет Цинхуа                                                  | Китай                                                                                    | Tsinghua University                                     |
| Научно-технический университет Китая                                | Китай                                                                                    | University of Science and Technology of China           |
| Чжэцзянский университет                                             | Китай                                                                                    | Zhejiang University                                     |
| Китайский университет Гонконга                                      | Гонконг                                                                                  | Chinese University of Hong Kong                         |
| Городской университет Гонконга                                      | Гонконг                                                                                  | City University of Hong Kong                            |
| Гонконгский политехнический университет                             | Гонконг                                                                                  | Hong Kong Polytechnic University                        |
| Гонконгский университет науки и технологии                          | Гонконг                                                                                  | Hong Kong University of Science and Technology          |
| Университет Гонконга                                                | Гонконг                                                                                  | University of Hong Kong                                 |
| Делфтский технический университет                                   | Нидерланды                                                                               | Delft University of Technology                          |
| Роттердамский университет Эразма                                    | Нидерланды                                                                               | Erasmus University Rotterdam                            |
| Лейденский университет                                              | Нидерланды                                                                               | Leiden University                                       |
| Маастрихтский университет                                           | Нидерланды                                                                               | Maastricht University                                   |
| Амстердамский университет                                           | Нидерланды                                                                               | University of Amsterdam                                 |
| Гронингенский университет                                           | Нидерланды                                                                               | University of Groningen                                 |
| Утрехтский университет                                              | Нидерланды                                                                               | Utrecht University                                      |
| Амстердамский свободный университет                                 | Нидерланды                                                                               | Vrije Universiteit Amsterdam                            |
| Вагенингенский университет                                          | Нидерланды                                                                               | Wageningen University & Research                        |
| Университет Отаго                                                   | Новая Зеландия                                                                           | University of Otago                                     |
| Бергенский университет                                              | Норвегия                                                                                 | University of Bergen                                    |
| Университет Осло                                                    | Норвегия                                                                                 | University of Oslo                                      |
| Московский государственный университет им. М.В.Ломоносова           | Россия                                                                                   | Lomonosov Moscow State University                       |
| Наньянский технологический университет                              | Сингапур                                                                                 | Nanyang Technological University                        |
| Национальный университет Сингапура                                  | Сингапур                                                                                 | National University of Singapore                        |
| Бостонский университет                                              | США                                                                                      | Boston University                                       |
| Университет Брауна                                                  | США                                                                                      | Brown University                                        |
| Калифорнийский технологический институт                             | США                                                                                      | California Institute of Technology                      |
| Университет Карнеги-Меллона                                         | США                                                                                      | Carnegie Mellon University                              |
| Кейсовский университет Западного резервного района                  | США                                                                                      | Case Western Reserve University                         |
| Колумбийский университет                                            | США                                                                                      | Columbia University                                     |
| Корнеллский университет                                             | США                                                                                      | Cornell University                                      |
| Duke University                                                     | США                                                                                      | Duke University                                         |
| Университет Эмори                                                   | США                                                                                      | Emory University                                        |
| Университет штата Флорида                                           | США                                                                                      | Florida State University                                |
| Университет Джорджа Мейсона                                         | США                                                                                      | George Mason University                                 |
| Джорджтаунский университет                                          | США                                                                                      | Georgetown University                                   |
| Технологический институт Джорджии                                   | США                                                                                      | Georgia Institute of Technology                         |
| Гарвардский университет                                             | США                                                                                      | Harvard University                                      |
| Индианский университет в Блумингтоне                                | США                                                                                      | Indiana University Bloomington                          |
| Университет Джонса Хопкинса                                         | США                                                                                      | Johns Hopkins University                                |
| Университет штата Мичиган                                           | США                                                                                      | Michigan State University                               |
| Нью-Йоркский университет                                            | США                                                                                      | New York University                                     |
| Северо-Западный университет                                         | США                                                                                      | Northwestern University                                 |
| Университет штата Огайо                                             | США                                                                                      | Ohio State University                                   |
| Университет штата Пенсильвания                                      | США                                                                                      | Pennsylvania State University                           |
| Принстонский университет                                            | США                                                                                      | Princeton University                                    |
| Университет Пердью                                                  | США                                                                                      | Purdue University                                       |
| Университет Райса                                                   | США                                                                                      | Rice University                                         |
| Кампус Рутгерского университета в Нью-Брунсвике                     | США                                                                                      | Rutgers University, New Brunswick                       |
| Стэнфордский университет                                            | США                                                                                      | Stanford University                                     |
| Техасский университет A&M                                           | США                                                                                      | Texas A&M University                                    |
| Университет Тафтса                                                  | США                                                                                      | Tufts University                                        |
| Аризонский университет                                              | США                                                                                      | University of Arizona                                   |
| Калифорнийский университет в Беркли                                 | США                                                                                      | University of California, Berkeley                      |
| Калифорнийский университет в Дейвисе                                | США                                                                                      | University of California, Davis                         |
| Калифорнийский университет в Ирвайне                                | США                                                                                      | University of California, Irvine                        |
| Калифорнийский университет в Лос-Анджелесе                          | США                                                                                      | University of California, Los Angeles                   |
| Калифорнийский университет в Сан-Диего                              | США                                                                                      | University of California, San Diego                     |
| Калифорнийский университет в Санта-Барбаре                          | США                                                                                      | University of California, Santa Barbara                 |
| Университет Чикаго                                                  | США                                                                                      | University of Chicago                                   |
| Колорадский университет в Боулдере                                  | США                                                                                      | University of Colorado at Boulder                       |
| Университет Флориды                                                 | США                                                                                      | University of Florida                                   |
| Иллинойсский университет в Чикаго                                   | США                                                                                      | University of Illinois at Chicago                       |
| Иллинойсский университет в Урбане-Шампейне                          | США                                                                                      | University of Illinois at Urbana-Champaign              |
| Мэрилендский университет в Колледж-Парке                            | США                                                                                      | University of Maryland, College Park                    |
| Университет Массачусетса в Амхерсте                                 | США                                                                                      | University of Massachusetts Amherst                     |
| Университет Майами                                                  | США                                                                                      | University of Miami                                     |
| Мичиганский университет                                             | США                                                                                      | University of Michigan, Ann Arbor                       |
| Университет Миннесоты                                               | США                                                                                      | University of Minnesota, Twin Cities                    |
| Университет Северной Каролины в Чапел-Хилл                          | АҚШ                                                                                      | University of North Carolina at Chapel Hill             |
| Пенсильванский университет                                          | США                                                                                      | University of Pennsylvania                              |
| Питтсбургский университет                                           | США                                                                                      | University of Pittsburgh                                |
| Рочестерский университет                                            | США                                                                                      | University of Rochester                                 |
| Университет Южной Флориды                                           | США                                                                                      | University of South Florida                             |
| Университет Южной Калифорнии                                        | США                                                                                      | University of Southern California                       |
| Техасский университет в Остине                                      | США                                                                                      | University of Texas at Austin                           |
| Университет Юты                                                     | США                                                                                      | University of Utah                                      |
| Виргинский университет                                              | США                                                                                      | University of Virginia                                  |
| Вашингтонский университет                                           | США                                                                                      | University of Washington                                |
| Висконсинский университет в Мадисоне                                | США                                                                                      | University of Wisconsin — Madison                       |
| Университет Вандербильта                                            | США                                                                                      | Vanderbilt University                                   |
| Университет Вашингтона в Сент-Луисе                                 | США                                                                                      | Washington University in St Louis                       |
| Йельский университет                                                | США                                                                                      | Yale University                                         |
| Колледж Дартмут                                                     | США                                                                                      | Dartmouth College                                       |
| Массачусетский технологический институт                             | США                                                                                      | Massachusetts Institute of Technology                   |
| Университет Хельсинки                                               | Финляндия                                                                                | University of Helsinki                                  |
| Высшая нормальная школа Лиона                                       | Франция                                                                                  | École Normale Supérieure de Lyon                        |
| Университет Париж-Сакле                                             | Франция                                                                                  | Paris-Saclay University                                 |
| Парижский исследовательский университет PSL                         | Франция                                                                                  | PSL University                                          |
| Университет Сорбонны                                                | Франция                                                                                  | Sorbonne University                                     |
| Парижский университет                                               | Франция                                                                                  | University of Paris                                     |
| Карлов университет                                                  | Чехия                                                                                    | Charles University                                      |
| Швейцарская высшая техническая школа Цюриха                         | Швейцария                                                                                | Swiss Federal Institute of Technology                   |
| Базельский университет                                              | Швейцария                                                                                | University of Basel                                     |
| Бернский университет                                                | Швейцария                                                                                | University of Bern                                      |
| Университет Женевы                                                  | Швейцария                                                                                | University of Geneva                                    |
| Лозаннский университет                                              | Швейцария                                                                                | University of Lausanne                                  |
| Цюрихский университет                                               | Швейцария                                                                                | University of Zurich                                    |
| Технический университет Чалмерса                                    | Швеция                                                                                   | Chalmers University of Technology                       |
| Каролинский институт                                                | Швеция                                                                                   | Karolinska Institute                                    |
| Королевский технологический институт                                | Швеция                                                                                   | KTH Royal Institute of Technology                       |
| Лундский университет                                                | Швеция                                                                                   | Lund University                                         |
| Стокгольмский университет                                           | Швеция                                                                                   | Stockholm University                                    |
| Гётеборгский университет                                            | Швеция                                                                                   | University of Gothenburg                                |
| Уппсальский университет                                             | Швеция                                                                                   | Uppsala University                                      |
| Университет Ханьянг                                                 | Южная Корея                                                                              | Hanyang University                                      |
| Корейский институт передовых технологий                             | Южная Корея                                                                              | Korea Advanced Institute of Science & Technology        |
| Университет Корё                                                    | Южная Корея                                                                              | Korea University                                        |
| Университет Кёнхи                                                   | Южная Корея                                                                              | Kyung Hee University                                    |
| Сеульский национальный университет                                  | Южная Корея                                                                              | Seoul National University                               |
| Университет Сонгюнгван                                              | Южная Корея                                                                              | Sungkyunkwan University                                 |
| Университет Ёнсе                                                    | Южная Корея                                                                              | Yonsei University                                       |
| Кейптаунский университет                                            | Южно-Африканская Республика                                                              | University of Cape Town                                 |
| Киотский университет                                                | Япония                                                                                   | Kyoto University                                        |
| Нагойский университет                                               | Япония                                                                                   | Nagoya University                                       |
| Университет Тохоку                                                  | Япония                                                                                   | Tohoku University                                       |
| Токийский технологический институт                                  | Япония                                                                                   | Tokyo Institute of Technology                           |
| Токийский университет                                               | Япония                                                                                   | University of Tokyo                                     |
| Университет Осака                                                   | Япония                                                                                   | Osaka University                                        |
| Московский государственный технический университет им. Н.Э. Баумана | Россия                                                                                   | Bauman Moscow State Technical University                |
| Московский физико-технический институт                              | Россия                                                                                   | Moscow Institute of Physics and Technology              |
| Национальный исследовательский ядерный университет «МИФИ»           | Россия                                                                                   | National research nuclear University MEPHI              |
| Санкт-Петербургский государственный университет                     | Россия                                                                                   | St Petersburg University                                |
| Национальный исследовательский университет «Высшая школа экономики» | Россия                                                                                   | Higher school of Economics National Research University |
| Немецкий университет административных наук Шпейер                   | Германия                                                                                 | The German University of Administrative Sciences Speyer |
| Сент-Эндрюсский университет                                         | Соединённое Королевство Великобритании и Северной Ирландии г. Сент-Андрус, Шотландия     | University of St Andrews                                |
| Университет Квинс в Белфасте                                        | Соединённое Королевство Великобритании и Северной Ирландии Г. Белфаст, Северная Ирландия | Queen’s University Belfast                              |
| Университет Лестера                                                 | Соединённое Королевство Великобритании и Северной Ирландии                               | University of Leicester                                 |
| Гамбургский университет                                             | Федеративная Республика Германия                                                         | Universität Hamburg                                     |
| Технический университет Дрездена                                    | Федеративная Республика Германия                                                         | Technische Universitat Dresden                          |
| Тринити-колледж                                                     | Ирландия                                                                                 | Trinity College Dublin                                  |
| Университет Барселоны                                               | Королевство Испания                                                                      | Universitat de Barcelona                                |
| Болонский университет                                               | Итальянская Республика                                                                   | University of Bologna                                   |
| Монреальский университет                                            | Канада                                                                                   | Universitate de Montreal                                |
| Университет Западной Онтарио                                        | Канада                                                                                   | Western University                                      |
| Технический университет Эйндховена                                  | Нидерланды                                                                               | Eindhoven University of Technology                      |
| Университет Неймегена                                               | Нидерланды                                                                               | Radboud University in Nijmegen                          |
| Университет Твенте                                                  | Нидерланды                                                                               | University of Twente                                    |
| Оклендский Университет                                              | Новая Зеландия                                                                           | The University of Auckland                              |
| Национальный исследовательский университет ИТМО                     | Россия                                                                                   | ITMO University                                         |
| Национальный исследовательский технологический университет «МИСИС»  | Российская Федерация                                                                     | National University Sciense and technology «MISIS»      |
| Университет штата Аризона                                           | Соединенные Штаты Америки                                                                | Arizona State University                                |
| Университет Нотр-Дам                                                | Соединенные Штаты Америки                                                                | University of Notre Dame                                |
| Университет Аалто                                                   | Финляндская Республика                                                                   | Aalto University                                        |
| Политехническая школа                                               | Французская Республика                                                                   | Institut Polytechnique de Paris                         |
| Пхоханский университет науки и технологии                           | Республика Корея                                                                         | Pohang University of Science And Technology             |
| Ульсанский Национальный институт                                    | Республика Корея                                                                         | Ulsan National Institute of Science and Technology      |
| Университет Хоккайдо                                                | Государство Япония                                                                       | Hokkaido University                                     |